# Democratisch Socialisten '70
Democratisch Socialisten '70 (DS'70) was een Nederlandse politieke partij, opgericht in 1970 door voornamelijk leden van de Partij van de Arbeid, die ontevreden waren over de in hun ogen te linkse koers van de PvdA, onder invloed van Nieuw Links.

## Ontstaan
In 1969 was in reactie op Nieuw Links het zogenoemde Democratisch Appèl ontstaan. Een van de leidende personen hierin was Frans Goedhart. Toen het Democratisch Appèl geen weerklank vond in de PvdA, ontstond een schisma: enkele leden van de Tweede Kamerfractie, onder wie Goedhart, splitsten zich af en vormden de DS'70-fractie.

## Twee stromingen
Vanaf het begin waren er twee stromingen binnen DS'70 actief. De groep rondom Goedhart waren in belangrijke mate oud-leden van de OSP zoals Sal Tas en meer op de achtergrond, Jacques de Kadt. Zij waren in de jaren dertig op de uiterste linkervleugel in de politiek begonnen. Na de Tweede Wereldoorlog waren zij echter sterk anticommunistisch. Zij waren hierin koersbepalend voor de PvdA in de jaren vijftig en zestig. Hun verzet tegen Nieuw Links was vooral gebaseerd op (buitenlandse) zaken als de door Nieuw Links bepleite toenadering tot de DDR. Goedhart c.s. verzetten zich hier fel tegen. De tweede stroming bestond uit gematigde (en bestuurlijk ingestelde) sociaaldemocraten, men zou ze ook 'Dreesianen' kunnen noemen. Het boegbeeld hiervan was Willem Drees jr., zoon van de vroegere PvdA-premier Willem Drees. Willem Drees sr. werd, evenals De Kadt, geen lid, maar gaf wel te kennen dat hij op DS'70 stemde. De 'Dreesianen' verzetten zich tegen het radicalisme van Nieuw Links en stonden voor een meer sobere en solide politiek. Alhoewel beide stromingen eensgezind waren in hun verzet tegen Nieuw Links en in feite een voortzetting vormden van de PvdA in de periode 1945-1965, waren ze voor het overige onderling zeer verschillend van politieke aard en temperament. Dit zou later belangrijke consequenties krijgen.

## Kabinet-Biesheuvel I
Het succes bij de eerste deelname aan verkiezingen, namelijk bij de Tweede Kamerverkiezingen van 1971, was groot: DS'70 haalde in een keer acht zetels. De lijsttrekker was Willem Drees jr. De regeringscoalitie van het kabinet-De Jong met KVP, ARP, CHU en VVD verloor bij deze verkiezingen haar meerderheid, en nu werd een vijfpartijencoalitie gevormd waarvan DS'70 deel uitmaakte. DS'70 kwam in het kabinet met twee ministers, namelijk Willem Drees jr. voor Verkeer en Waterstaat en Mauk de Brauw als minister zonder portefeuille voor het wetenschapsbeleid en het wetenschappelijk onderwijs. Binnen dit kabinet ontstonden al snel conflicten. Bij de begrotingsonderhandelingen in de zomer van 1972 stapten de DS'70-bewindslieden uit het kabinet. Het kabinet-Biesheuvel I viel.

## Afbeeldingen

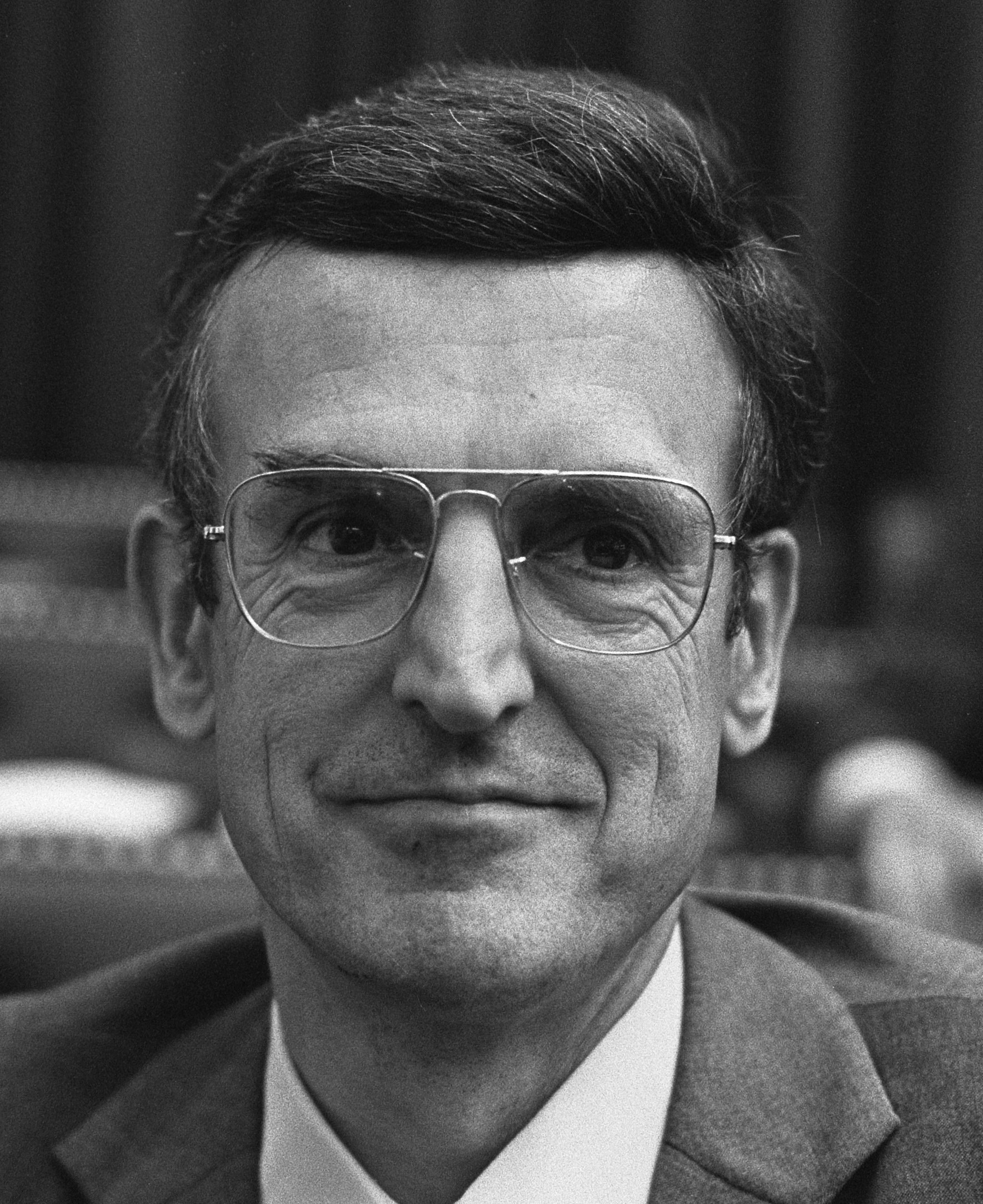
Willem Drees jr., minister voor Verkeer en Waterstaat
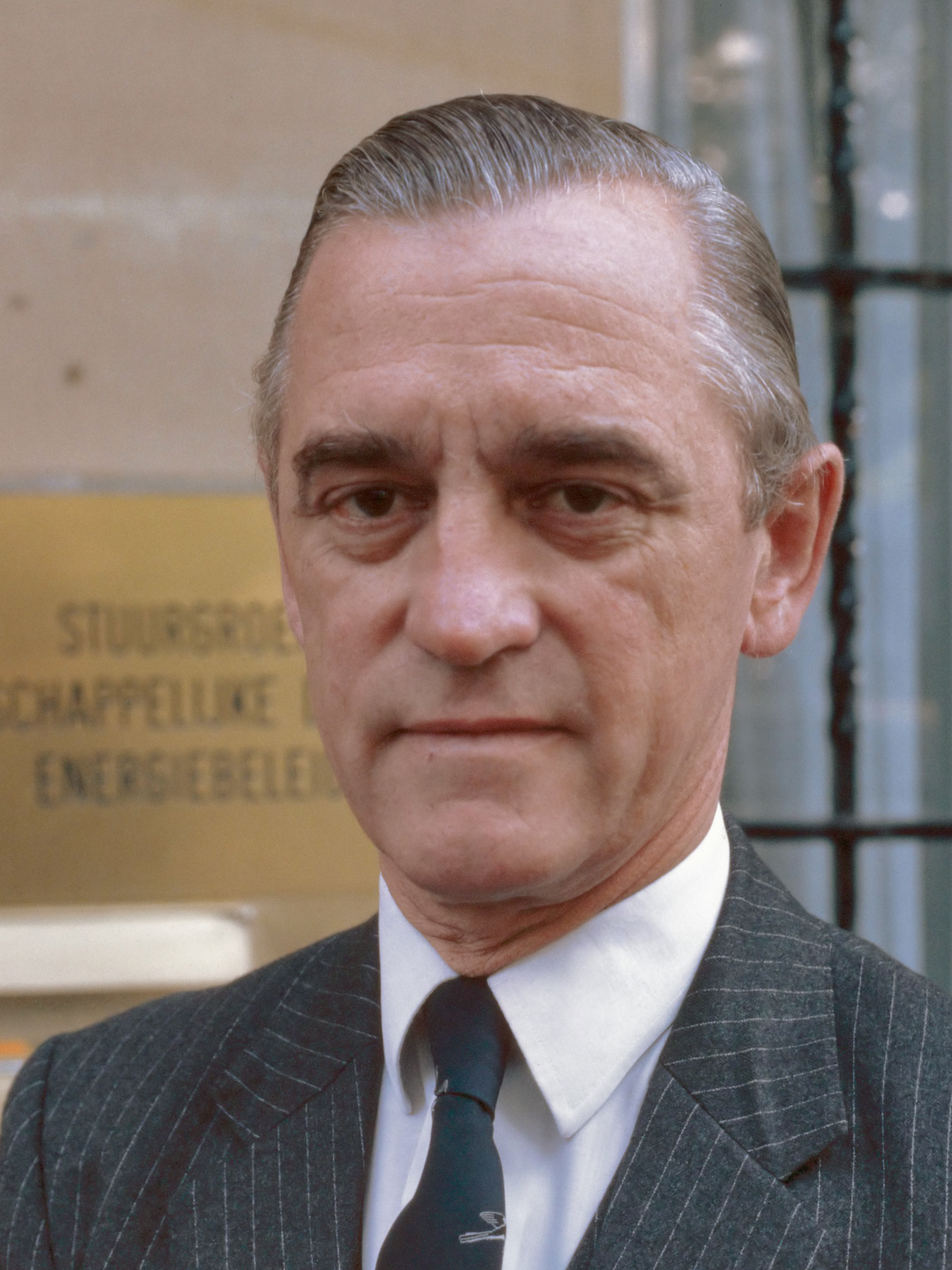
Mauk de Brauw, minister voor Wetenschapsbeleid en Wetenschappelijk Onderwijs

## 1972-1983

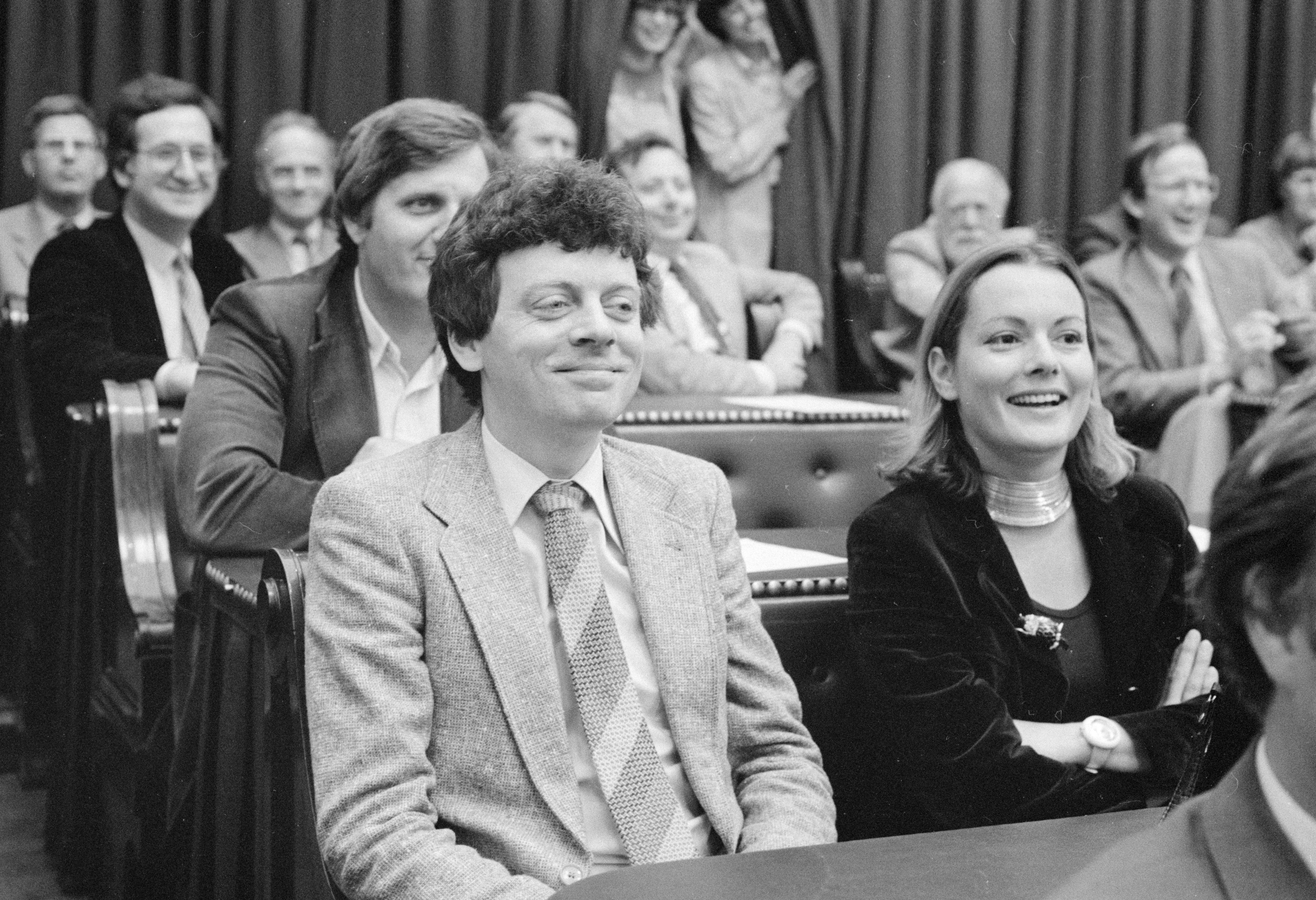
Ruud Nijhof, het laatste Kamerlid voor DS'70 (1981)

De daarop gehouden Kamerverkiezingen, waarbij DS'70 twee zetels verloor, baanden de weg voor het kabinet-Den Uyl. Onderlinge persoonlijke en politieke tegenstellingen in DS'70 waren mede debet aan dit echec voor DS'70 geweest. DS'70 leidde de jaren daarop een moeilijk bestaan. Een gezamenlijk verzet tegen Nieuw Links creëerde niet automatisch een eigen, herkenbare lijn. Moest DS'70 teruggrijpen op de PvdA van de eerste twintig jaar na de Tweede Wereldoorlog, zoals partijleider Willem Drees jr. voorstond? Of moest het tot een eigen lijn komen: zo ja hoe? Die vragen bleven in belangrijke mate onbeantwoord. Prominenten als oud-minister en partijvoorzitter Mauk de Brauw en voormalig fractievoorzitter Jan Berger konden zich niet verenigen met de politieke lijn van Drees: zij wilden van DS’70 een brede volkspartij maken en vonden dat de partij veel feller oppositie moest gaan voeren tegen het kabinet. In 1975 leidden deze meningsverschillen tot een breuk in de partij: De Brauw, Berger en twee andere leden van de Tweede Kamerfractie stapten uit de partij en stelden tevens hun zetel ter beschikking. 
DS'70 verloor bij de Tweede Kamerverkiezingen van 1977 vijf van haar zes zetels. Drees jr. verliet de Kamer, en de ene overgebleven zetel werd bezet door Ruud Nijhof. Bij de verkiezingen van 1981, waarbij de bekende Nederlandse schaker dr. Max Euwe als lijstduwer optrad, werd geen enkele zetel meer behaald. Ook bij de vervroegde verkiezingen van 1982 wist de partij geen zetel te halen. Op 15 januari 1983 werd DS'70 opgeheven, maar ten minste één afdeling ging door als lokale politieke partij, namelijk in Bergen op Zoom als de Bergse Sociaal Democraten.

## Electoraat
In tegenstelling tot andere linkse partijen scoorde de DS'70 vooral goed in meer welvarende gemeenten. Zo scoorde de partij in 1972 haar beste resultaat in Rozendaal (10,5%), waar de DS'70 bijna groter was dan de PvdA. Ook in gemeenten zoals Wassenaar, De Bilt en Naarden presteerde de partij bovengemiddeld.

## Volksvertegenwoordiging

### Tweede Kamer
| Verkiezingsjaar | Aantal Stemmen | % van de stemmers | Aantal behaalde zetels | Lijsttrekker     |
| --------------- | -------------- | ----------------- | ---------------------- | ---------------- |
| 1971            | 336.788        | 5,33%             | 8                      | Willem Drees Jr. |
| 1972            | 304.714        | 4,12%             | 6                      | Willem Drees Jr. |
| 1977            | 59.487         | 0,72%             | 1                      | Willem Drees Jr. |
| 1981            | 48.568         | 0,56%             | 0                      | Ruud Nijhof      |
| 1982            | 31.047         | 0,38%             | 0                      | Ruud Nijhof      |

## Ledentallen
| Jaar | Aantal leden |
| ---- | ------------ |
| 1972 | 3.000        |
| 1973 | 3.000        |
| 1977 | 3.000        |
| 1978 | 2.780        |
| 1980 | 2.920        |
| 1981 | 2.500        |

Bron: Democratisch Socialisten '70 - ledentallen (Documentatiecentrum Nederlandse Politieke Partijen)

## Partijvoorzitters
- Jan van Stuijvenberg (4 april 1970 - 30 oktober 1971, tot 14 november 1970 voorlopig)
- Fred Polak (30 oktober 1971 - 7 april 1973)
- Mauk de Brauw  (7 april 1973 - 8 maart 1975)
- Gerben Abma (8 maart - 19 april 1975, ad interim)
- Henk Staneke (19 april 1975 - 26 november 1977)
- Zeger Hartog (26 november 1977 - 31 maart 1983)